# بالگردگاه بیمارستان وودلند پارک
بالگردگاه بیمارستان وودلند پارک  (به انگلیسی: Woodland Park Hospital Heliport) یک فرودگاه خصوصی است. این فرودگاه در کشور ایالات متحده آمریکا قرار دارد و در ارتفاع ۹۱ متری از سطح دریا واقع شده است.